# Улица Габдуллина (Алма-Ата)
Улица Габдуллина — улице в городе Алма-Ата, находится в Бостандыкском районе города. Проходит с востока на запад между бульваром Бухар жырау и улицей Тимирязева.

## Названия
Астрономическая - первое название улицы, действовало до августа 1973 года.
С августа 1973 улица носит имя Малика Габдуллина — героя Советского Союза.

## Структура улицы
Улица делится на два участка:
Первый участок фактически начинается с улицы Сейфуллина в районе общежитий Казахского национального исследовательского технического университета имени К. И. Сатпаева (известен как политех или КазНТУ), общежития зарегистрированы на улице Габдуллина. Участок имеет ограниченно пешеходную доступность (территория общежитий огорожена). Затем пересекая улицу Аксакова участок выходит к Алматинскому университету энергетики и связи (известен как АУЭС, АИЭС и энергоинститут) и пересекая улицу Байтырсынова участок становится полноценной малой улицей вплоть до улицы Маркова. Участок заканчивается тупиком в 50 метрах от улицы Маркова (территория микрорайона Коктем-1).
Второй участок фактически начинается от бульвара Мусрепова и является пешеходным до улицы Байзакова. Затем от улицы Байзакова до улицы Жарокова является полноценной дорогой, пересекая улицы Манаса, Клочкова и Ауэзова.

## Значимые здания и учреждения
- общежития Казахского национального исследовательского технического университета имени К. И. Сатпаева (известен как политех или КазНТУ;
- Корпус А Алматинского университета энергетики и связи (известен как АУЭС, АИЭС и энергоинститут);
- Алматинская областная школа-интернат для одаренных детей им. академика Ш. Смагулова, расположена на улице Габдуллина 45 угол бульвара Мусрепова;
- Республиканский колледж спорта, расположен на улице Габдуллина угол бульвара Мусрепова;
- Центральная Аптека №2 на пересечении с улицей Ауэзова.

## Общественный транспорт
- остановки на пересечении с улицей Байтырсынова, ходит много автобусов и троллейбусов;
- В восточном направлении от улицы Ауэзова до улице Манаса проходит часть линии троллейбуса №7, остановок при этом нет;
- В пешей доступности находится улица Тимирязева, одна из транспортных артерий города.